# Vat (Einheit)
Vat war englisches Volumenmaß für Kohle. Das Maß gilt als die Tonne für Steinkohlen. Handel der Kohle erfolgte aber nach Bushel oder Chaldron, den gebräuchlicheren Maßen. Den Bushel für Steinkohlen rechnete man beim Imperial-Bushel mit 2815,5 Kubikzoll (engl.) und nicht nach dem Winchester-Bushel mit 2217,6 Kubikzoll (engl.). Anzumerken ist der Unterschied um etwa ein Viertel bei den Maßsystemen. Der Betrügerei wurde bald durch den Handel nach dem Gewicht Einhalt geboten.
- 1 Vat = 3 Sack etwa 327 Liter oder 64 Kilogramm
- 4 Vats = 1 Chaldron = 36 Bushel (Kohlen) = 12 Sack = 144 Pecks etwa 1307 Liter oder 256 Kilogramm[1]
- 5 Chaldron = 1 Room (Maß nur in London)